# Milk+
Milk+ ist eine Progressive-Rock-Band aus Wien.

## Geschichte
Bereits seit 2002 machen David Furrer und Navid Djawadi Musik, aber erst 2004 mit der Entscheidung, dem Duo einen Schlagzeuger hinzuzufügen, erblickte die progressive Space-Rock-Band Milk+ das Licht des Lebens. Erstmals auf sich aufmerksam machten Milk+ mit einem Auftritt im Viertelfinale des Austrian Band Contest 2005. Bereits ein Jahr später erschien ihr Debütalbum Zeropolis, welches eine Förderung durch die SKE („Soziale und kulturelle Einrichtungen der austro mechana“) erhielt.
Drei Jahre später, im Jahr 2009, erschien mit Who Was Mr. Feldmann, ihr zweites Album beim Label Pate Records und mit Paragon Negative ihr erstes offizielles Musikvideo. Es folgten verschiedene Live-Auftritte und 2010 dann die erste EP Rezonex. Die zweite EP Venus Breakdown folgte 2012 bei dem Label Monkey und gab einen ersten Vorgeschmack auf das 2013 folgende dritte Album Band on Wire, welches ebenfalls beim Label Monkey erschien. Das Album wurde von Mars-Volta-Keyboarder Ikey Owens produziert.
Seit 2013 hat Milk+ mit dem Schlagzeuger Alex Kerbl ein drittes festes Bandmitglied.
Milk+ waren unter anderem 2014 auf dem Rock-im-Dorf-Festival zu sehen.

Bandmitglieder beim Rock im Dorf 2014
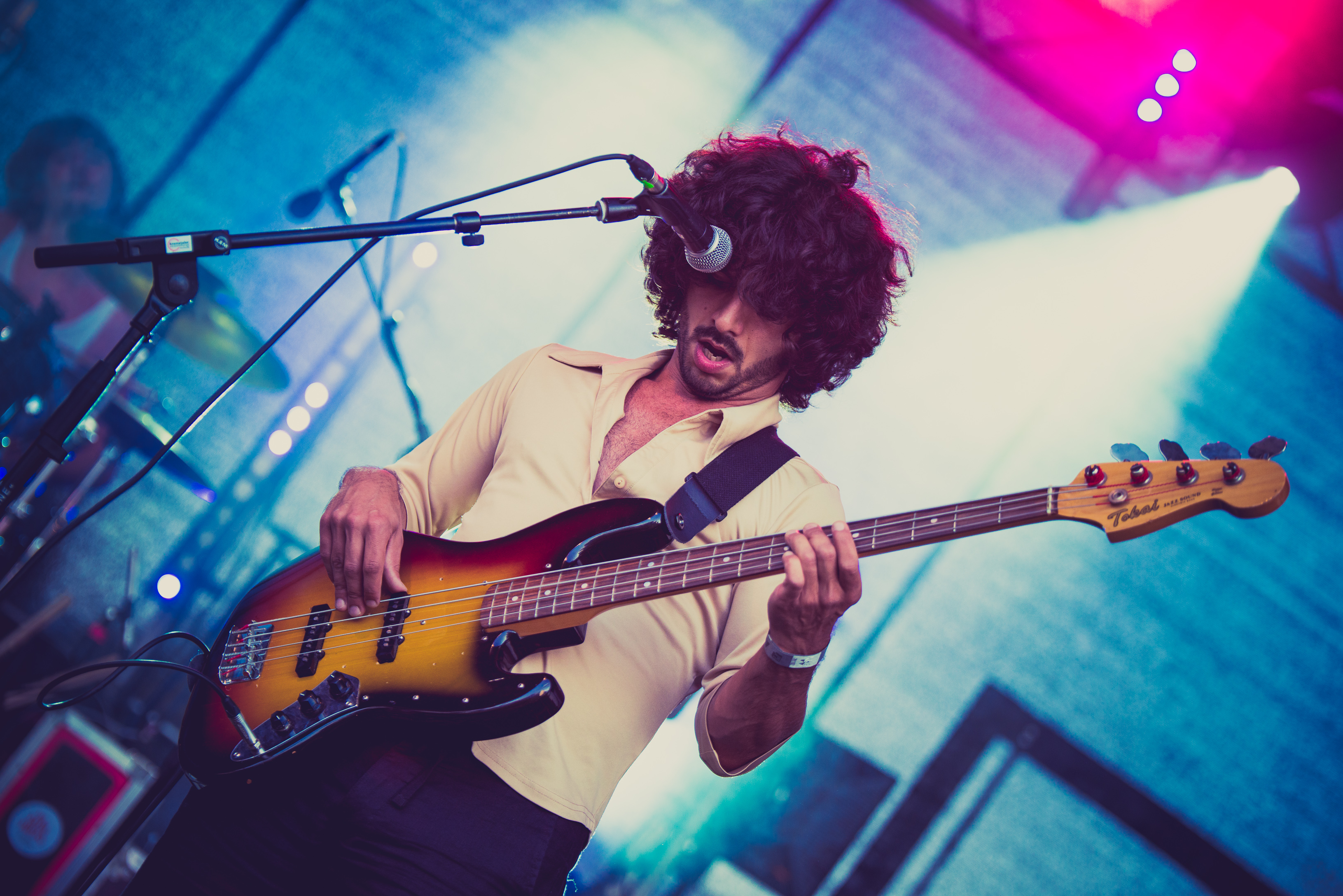
Navid Djawadi
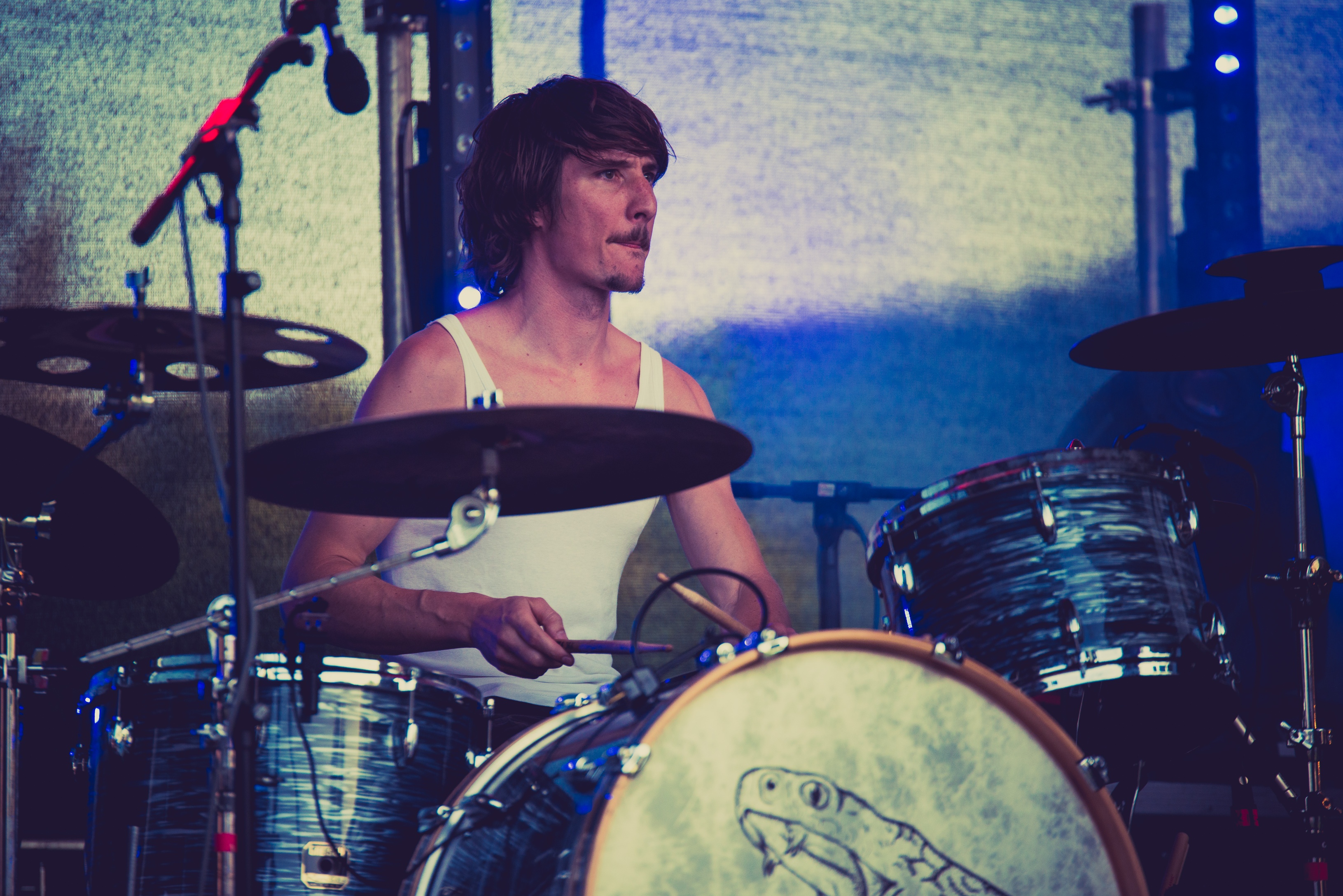
Alex Kerbl
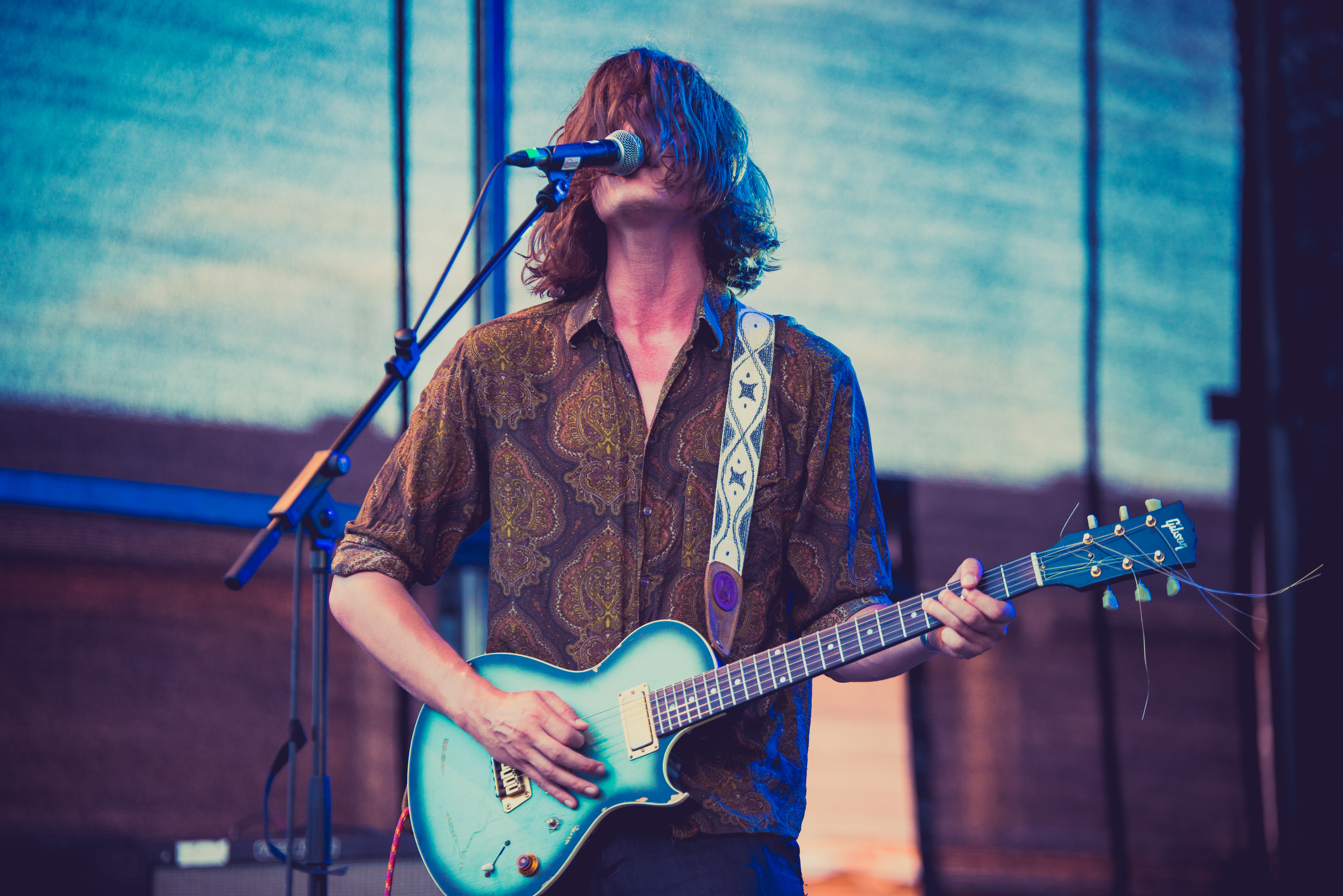
David Furrer

## Diskografie
Alben
- 2006: Zeropolis
- 2009: Who Was Mr. Feldmann (Pate Records)
- 2013: Band on Wire (Monkey)

Singles und EPs
- 2010: Rezonex
- 2012: Venus Breakdown (Monkey)